# Lécussan
Lécussan település Franciaországban, Haute-Garonne megyében. Lakosainak száma 260 fő (2022. január 1.). Lécussan Uglas, Boudrac, Cazaril-Tambourès, Saint-Plancard, Villeneuve-Lécussan és Pinas községekkel határos.

## Népesség
A település népességének változása:
| Lakosok száma | 230  | 221  | 217  | 282  | 245  | 253  | 268  | 280  | 284  | 260  |
|               | 1968 | 1982 | 1990 | 2006 | 2013 | 2015 | 2017 | 2019 | 2020 | 2022 |